# Міжгорський міський округ
Міжго́рський міський округ (рос. Межгорский городской округ) — адміністративна одиниця Республіки Башкортостан Російської Федерації.
Адміністративний центр та єдиний населений пункт — місто Міжгор'є.

## Населення
Населення району становить 15603 особи (2019, 17352 у 2010, 19082 у 2002).